# Cartier (lied)
Cartier is een lied van de Nederlandse rapper Dopebwoy in samenwerking met de Nederlandse rappers Chivv en 3robi. Het werd in 2017 als single uitgebracht en stond in hetzelfde jaar als derde track op het album Andere flex van Dopebwoy.

## Achtergrond
Cartier is geschreven door Chyvon Pala, Anass Haouam en Jordan Jacott en geproduceerd door Dopebwoy. Het is een nummer uit het genre nederhop. In het lied rappen de artiesten over hun rijkdommen en hun luxe stijl van leven. De titel verwijst naar het merk Cartier. In het lied hebben ze het over "planga van Cartier", wat straattaal is voor zonnebril van Cartier. Dopebwoy had de beat eerst gemaakt voor SBMG voor het lied 4x duurder. Toen hij besefte dat hij een erg goede beat had gemaakt, besloot hij om de beat zelf te houden en niet door te geven aan SBMG, ondanks dat hij het geld dat hem werd aangeboden goed kon gebruiken. Het nummer werd een grote hit en betekende de doorbraak van Dopebwoy. De single heeft in Nederland de vijfdubbele platina status.
Het is de eerste keer dat de drie artiesten met elkaar samenwerken, met z'n drieën en ook onderling. De samenwerking werd door de artiesten wel herhaald. Zo stonden Dopebwoy en Chivv later nog samen op Domme invest en waren Dopebwoy en 3robi beiden te horen op Walou crisis, Champagne papi en Marbella.

## Hitnoteringen
Cartier was, toen het werd uitgebracht, het meest gestreamde Nederlandstalige nummer op Spotify en YouTube. De artiesten hadden ook succes met het lied in de hitlijsten van het Nederlands taalgebied. Het piekte op de vijfde plaats van de Nederlandse Single Top 100 en stond 34 weken in deze hitlijst. De Nederlandse Top 40 werd niet bereikt; het kwam hier tot de eerste plaats van de Tipparade. Ook in de Vlaamse Ultratop 50 was er geen notering. Wel bereikte het de 22e positie van de Ultratip 100. Het is anno 2024 nog steeds een van de meest gestreamde Nederlandstalige nummers op Spotify en YouTube.